# 阮福芳明
阮福芳明（1949年1月15日—2012年11月19日）是越南阮朝末代皇帝保大帝皇帝和他的侧室黎氏飛映之女。1949年生，1969年在西贡嫁给陈士协（Johns Trần Sy Hiệp），后移居美国。
2012年11月19日去世，终年63岁。